# إرنست ر. جي. إيكيرت
إرنست ر. جي. إيكيرت (بالإنجليزية: Ernst R. G. Eckert)‏ هو فيزيائي وأستاذ جامعي أمريكي، ولد في 13 سبتمبر 1904 في براغ في التشيك، وتوفي في 8 يوليو 2004 في سانت بول في الولايات المتحدة.